# Коно, Таканори
Такано́ри Ко́но (яп. 河野 孝典 Ко:но Таканори, род. 7 марта 1969 года в Нодзаваонсене) — японский двоеборец, двукратный олимпийский чемпион и чемпион мира, призёр общего зачета Кубка мира по двоеборью.

## Карьера
2 марта 1990 года Коно дебютировал на этапе Кубка мира в Лахти, где занял 24-е место. Неделю спустя показал 15-й результат, набрав свои первые очки в зачёт мирового кубка. В 1991 году дебютировал на чемпионатах мира: в индивидуальной гонке он занял 30-е место, а в эстафетный состав сборной Японии не попал.
Год спустя японец дебютировал на Олимпиаде. В личной гонке Коно не снискал особых лавров: после прыжковой части он был на 25-й позиции, а по ходу гонки улучшил её лишь на 6 позиций. Десять дней спустя Коно в составе эстафетной тройки (с Рэйити Микатой и Кэндзи Огиварой) стал олимпийским чемпионом. Японцы уверенно выиграли прыжковую часть соревнований и уверенно довели состязания до своей итоговой победы.
Сезон 1992/1993 стал переломным в карьере Коно. На первом же этапе в финском Вуокатти японец стал вторым, впервые поднявшись на подиум. Помимо этого успеха в течение сезона четырежды поднимался на подиум кубковых этапов. 12 марта 1993 года одержал свою единственную индивидуальную победу, став сильнейшим на этапе в Осло. В общем зачете Кубка Коно занял третье место, уступив только Огиваре и норвежцу Люндбергу. На чемпионате мира в Фалуне показал пятый результат в гонке по системе Гундерсена, а в эстафете завоевал золотую медаль.
На главном старте следующего сезона — Олимпиаде в Лиллехаммере, Коно завоевал две медали. В личном первенстве японец стал вторым, несмотря на то, что после прыжковой части занимал только четвёртую позицию. А в командном турнире, как и два года назад, японцам не было равных: их преимущество над хозяевами трассы — норвежцами составило чуть менее пяти минут. В Кубке мира Таканори шесть раз поднимался на подиум, что принесло ему вторую позицию общего зачета, в котором он уступил только своему соотечественнику Огиваре.
В сезоне 1994/1995 Коно занял пятое место в общем зачёте и лишь раз поднимался на подиум. Зато на чемпионате мира он выиграл своё второе золото в командном первенстве, которое проходило в измененном формате (4х5 км, вместо 3х10км). По окончании сезона закончил карьеру.
С 2006 года Таканори Коно является главным тренером сборной Японии по лыжному двоеборью.